# Franz Baltzer

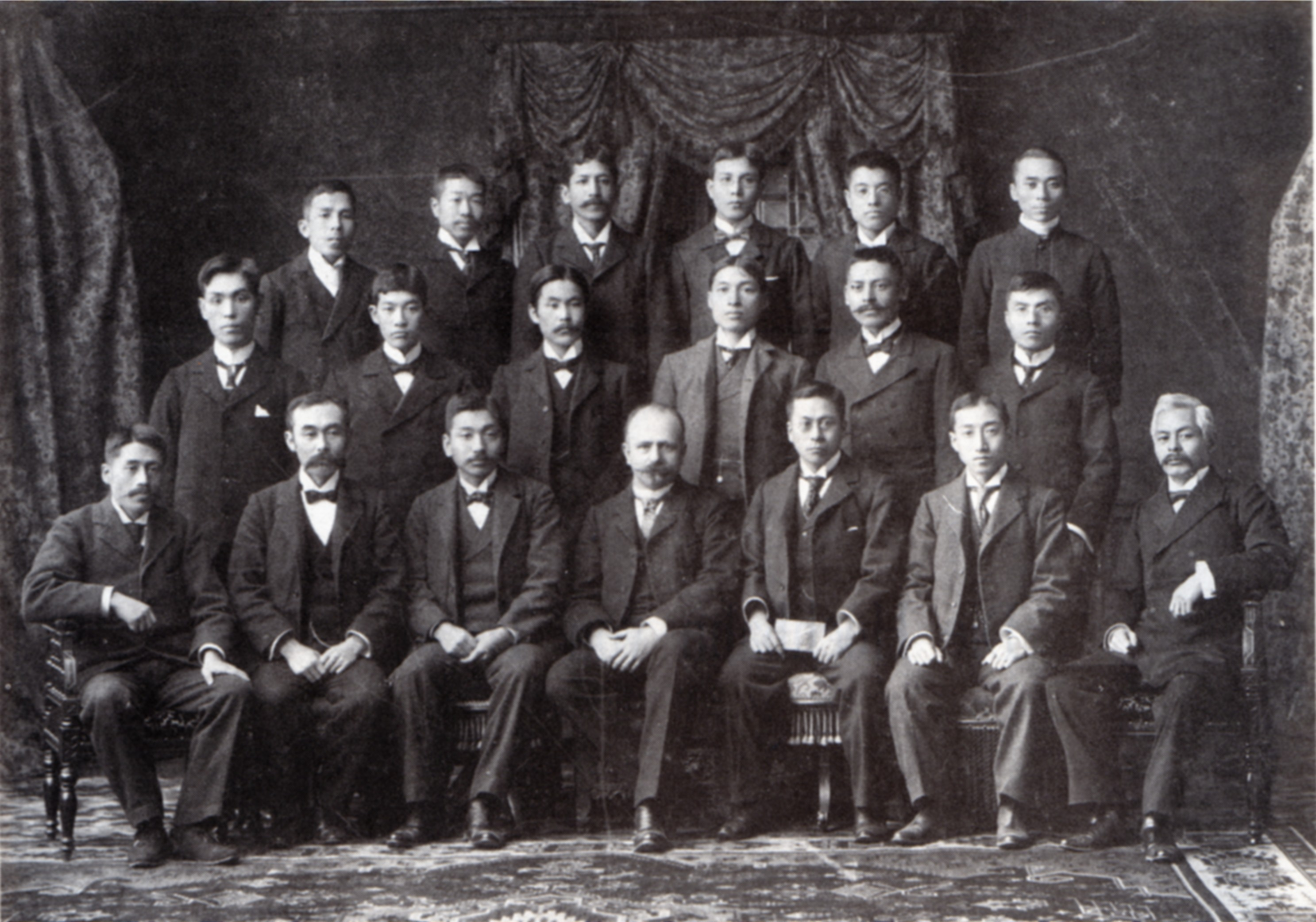
Franz Baltzer (vorn Mitte) bei seiner Abschiedsfeier in Japan

Franz Baltzer (* 29. Mai 1857 in Dresden; † 13. September 1927 in Wiesbaden) war ein deutscher Eisenbahn-Ingenieur und Baubeamter, der insbesondere als Berater der japanischen Regierung (o-yatoi gaikokujin) während der Meiji-Zeit Bedeutung erlangte.

## Leben
Baltzer war der Sohn des Gießener Mathematik-Professors Richard Baltzer. In Gießen legte er auch sein Abitur ab. Nach seinem Studium arbeitete Baltzer zunächst für die staatliche Eisenbahnverwaltung in Preußen und war am Netzaufbau inn Berlin und am dem Bau des neuen Bahnhofs von Köln beteiligt. Er unternahm außerdem Reisen nach Schottland und in die USA, um seine Kenntnisse zu erweitern.
1886 wurde er nach dem bestandenen zweiten Staatsexamen zum Regierungsbaumeister (Assessor in der öffentlichen Bauverwaltung) ernannt. Ab 1891 war er im preußischen Ministerium der öffentlichen Arbeiten tätig. Auf Anfrage der japanischen Regierung wurde Baltzer 1898 Berater des Eisenbahnbüros des japanischen Ministeriums für Kommunikation (Teishin-shō). Im Rahmen seiner Tätigkeit überwachte er den Gleisbau zwischen Shimbashi, Tokio und Yokohama (heute: Sakuragichō) – dabei nutzte Baltzer seine Tätigkeit, um den Einfluss britischer und US-amerikanischer Importe von Schienen und Baumaschinen zugunsten deutscher Produkte zurückzudrängen. Außerdem führte er in dieser Zeit Studien zur japanischen Architektur durch, was er in seine Tätigkeiten einfließen ließ. Sein Entwurf für den zukünftigen Bahnhof Tokio wurde dabei als „zu japanisch“ abgelehnt – stattdessen wurde der westliche Entwurf des Japaners Kingo Tatsuno gewählt.
Sein Vertrag endete am 28. Februar 1903. Baltzer kehrte nach Deutschland zurück und wurde kurzzeitig Mitglied der preußischen Eisenbahndirektion Stettin, bevor er Ende 1906 in die Kolonialabteilung des Auswärtigen Amts eintrat. Nach Gründung des Reichskolonialamts 1907 wurde er dort vortragender Rat. Im Alter von 57 Jahren nahm er als Hauptmann und Kompanieführer am Ersten Weltkrieg teil, wobei er am 30. Oktober 1914 in der Ersten Flandernschlacht bei Dixmuiden verwundet wurde. Nach Auflösung des Reichskolonialamts 1919 ging Baltzer in den Ruhestand. 1920 wurde er ordentlicher Honorarprofessor an der Technischen Hochschule Berlin. 1923 wurde er zum ordentlichen Mitglied der Preußischen Akademie des Bauwesens ernannt. Er starb 1927.

## Schriften

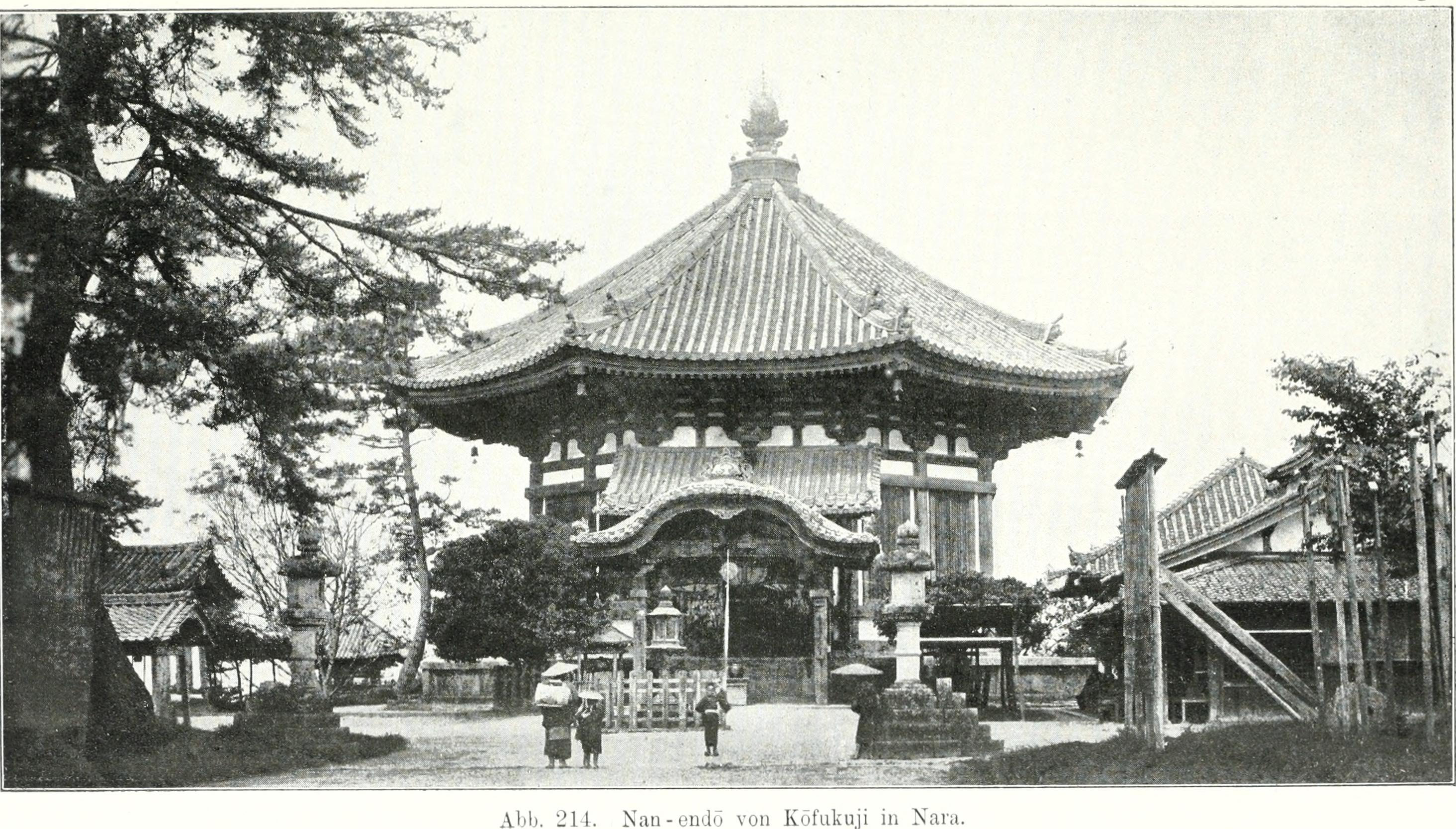
Japanischer Tempel in Nara, Foto von Baltzer

Baltzer veröffentlichte neben Schriften über Berliner Bahnen auch eine Reihe von Abhandlungen auf dem Gebiet des kolonialen Eisenbahn- und Bauwesens.
- Die elektrische Stadtbahn in Berlin von Siemens & Halske. Springer-Verlag, Berlin 1897.
- Das japanische Haus. Eine bautechnische Studie. In: Zeitschrift für Bauwesen, 53. Jahrgang 1903, ...
- Die Architektur der Kultbauten Japans. Wilhelm Ernst & Sohn, Berlin 1907. (Textarchiv – Internet Archive)
- Die Erschließung Afrikas durch Eisenbahnen. Vortrag von Franz Baltzer. Wilhelm Solf, Berlin 1913.
- Die Brücke über den Sanaga-Südarm im Zuge der Kameruner Mittellandbahn. In: Koloniale Monatsblätter, 15. Jahrgang 1913, S. 22–26.
- Die Kolonialbahnen, mit besonderer Berücksichtigung Afrikas. Göschen, Berlin 1916. (Textarchiv – Internet Archive)